# Ekorrtjärnen, Västerbotten
Ekorrtjärnen är en sjö i Robertsfors kommun i Västerbotten och ingår i Kålabodaåns huvudavrinningsområde.